# Web of Spider-Man
Web of Spider-Man (traduit La Toile de l'Araignée par les Éditions Lug) est un comic book de Marvel Comics mettant en scène des aventures de Spider-Man.

## Vie éditoriale

### Volume 1
La série est publiée à partir d'avril 1985 en lieu et place de Marvel Team-Up, de sorte à devenir officiellement le troisième titre consacré à l'Homme-Araignée (son prédécesseur lui faisant partager l'affiche avec d'autres héros, voire à faire collaborer deux personnages autres que lui).
Les premiers épisodes sont signés Louise Simonson et Greg LaRocque, et s'inscrivent d'emblée dans la continuité des autres séries : le numéro 1 (marqué par une couverture peinte par l'artiste Charles Vess) fait directement suite à Spectacular Spider-Man #100 tout en donnant une conclusion à la saga du symbiote. Des éléments d'intrigue sont également insérés pour préparer le terrain au 19e Annual d'Amazing Spider-Man.
Après ce départ en fanfare, les scénaristes se succèdent (Danny Fingeroth, Peter David, ou encore David Michelinie qui reste un peu plus longtemps) aussi bien que les dessinateurs (Mike Harris, Sal Buscema, Geof Isherwood, Marc Silvestri, Larry Lieber ou encore Steve Geiger), jusqu'à la fin 1987 où la série est touchée par les crossovers La Mort du Chasseur (J.M. DeMatteis / Mike Zeck) et Mad Dog (Ann Nocenti / Cindy Martin).
À partir de là, Alex Saviuk devient le dessinateur attitré de la série (du #35 au #116, soit 6 ans durant lesquels il ne manquera que 11 épisodes) tandis que Gerry Conway, plus que familier du personnage, s'installe au scénario de 1988 à 1990, ce qui n'empêche pas Peter David de revenir le temps de la saga Cult of Love où Peter Parker essaie de sortir Betty Brant d'une secte tandis que Mary Jane manque de faire carrière dans les photos de charme !
En 1989, la série est touchée par les crossovers Marvel Inferno et Actes de vengeance, et elle en forme également un avec Spectacular Spider-Man pour relater une guerre des gangs.
Par la suite, le scénariste Tony Isabella écrit la saga en 4 parties Art Attack, puis Howard Mackie fait ses débuts sur le personnage (qu'il suivra sur d'autres séries pendant bien des années) avec un run d'un an incluant les sagas The Name of the Rose, Hobgoblin Reborn, et Spirits of Venom qui est un crossover avec Ghost Rider dont il est alors également le scénariste attitré.
Terry Kavanagh prend alors le relais définitivement (après avoir écrit une poignée d'épisodes en 1991) jusqu'au numéro 125. Il commence son run par la saga en 4 parties My Enemy's Enemy (culminant au #100 anniversaire), où il crée les New Enforcers, la Spider-Armure et le personnage Nightwatch (qu'il met ensuite en scène dans des histoires publiées en "back-up" de la série, puis dans sa propre série). Les trois numéros suivants s'inscrivent dans le grand crossover Maximum Carnage, et les trois suivants forment la saga Crisis Of Conscience qui est un "tie-in" (récit annexe) à Infinity Crusade (Croisade cosmique en VF).
Après l'histoire en deux parties The Savaging, la série est touchée par le crossover Poursuite, épilogue d'un grand story-arc d'Amazing Spider-Man où le héros retrouvait ses parents longtemps présumés morts…

La série connaît ensuite son dernier sursaut d'indépendance avec la saga en 4 parties Live and Let Die, qui est aussi le chant du cygne d'Alex Saviuk sur la série car il en est alors débauché pour dessiner l'adaptation papier de la série animée. Il est remplacé par Steven Butler jusqu'à la fin du titre.
Dès lors, les différentes séries consacrées à Spider-Man sont perpétuellement et très étroitement liées entre elles dans le cadre de la Saga du Clone, suite de crossovers mensuels dont chaque partie est publiée dans une série différente.

Notons que durant les premiers mois de ce contexte éditorial, Web of Spider-Man (conjointement à la série Spider-Man) se concentre sur le personnage de Ben Reilly / Scarlet Spider (par opposition à Amazing et Spectacular qui, eux, s'intéressent au sort de Peter Parker).
En octobre 1995, la série s'arrête au numéro 129, remplacée par Web of Scarlet Spider et plus durablement par The Sensational Spider-Man.
À noter que durant ses 10 ans d'existence, la série s'est accompagnée de 11 "Annuals", numéros spéciaux annuels à la pagination double voire triple.

### Volume 2
Web of Spider-Man Volume 2 est une revue anthologique qui a duré 12 numéros, publiés de décembre 2009 et novembre 2010. Elle était publiée en remplacement de son homologue Amazing Spider-Man Family, lui-même successeur de Spider-Man Family.

Son contenu consistait en plusieurs histoires consacrées à différents personnages de l'univers de Spider-Man.
Dans la plupart des numéros, l'histoire mise en valeur par la couverture était une revue des origines du super-vilain que Spider-Man se trouvait affronter le même mois dans sa revue principale, The Amazing Spider-Man.

Par ailleurs, dans les 7 premiers numéros était inclus un épisode inédit des nouvelles aventures de Spider-Girl, dont la propre série était arrêtée.

## Publication en France
Les Éditions Lug puis Semic n'ont publié que quelques épisodes de la série (un total de 41 sur les 100 premiers, crossovers inclus), d'abord dans Spécial Strange (no 49 à 55) puis dans Spidey (no 100 à 114). En parallèle, certains épisodes faisant crossover avec The Spectacular Spider-Man sont publiés à ses côtés dans Nova (no 125 à 127, puis 144 à 152).

À la suite de l'arrêt de Spidey, la série revient provisoirement dans Spécial Strange (no 66 à 74) avant d'être abandonnée, ne réapparaissant que dans le cadre des crossovers :
- #95 (Vengeance 1/4) : Un Récit Complet Marvel no 43
- #96 (Vengeance 3/4) : Un Récit Complet Marvel no 43
- #101 (Maximum Carnage 2/14) : V.I. Spider-Man no 11
- #102 (Maximum Carnage 6/14) : V.I. Spider-Man no 12
- #103 (Maximum Carnage 10/14) : V.I. Spider-Man no 13
- #112 (Poursuite 3/4) : Nova no 211
- #117 (Pouvoir et Responsabilité 1/4) : V.I. Spider-Man no 17
- #118 (Retour d'exil 1/4) : V.I. Spider-Man no 18
- #119 (Retour d'exil 3/4) : V.I. Spider-Man no 18
- #120 (Toile de vie 1/4) : V.I. Spider-Man no 19
- #121 (Toile de vie 3/4) : V.I. Spider-Man no 19
- #122 (Ombres et Miroirs 1/3) : Strange no 317
- #123 (Acteurs et Pions 2/2) : Nova no 222
- #124 (Le Mystère Kaine 1/6) : Strange no 319
- #125 (Le Mystère Kaine 6/6) : V.I. Spider-Man no 21
- #126 (Le Procès de Peter Parker 1/4) : V.I. Spider-Man no 22
- #127 (Maximum Clonage 2/6) : Strange no 322
- #128 (L'Exil 1/4) : Nova no 227
- #129 (Compte à rebours 2/2) : Spider-Man (Marvel France) no 2

Divers extraits d'Annuals ont également été publiés, notamment le deuxième dans Titans no 109-110, le 8e dans la V.I. Spider-Man no 9, et celui de 1995 dans Marvel Mega no 1.
Dans le cadre de La Mort du Chasseur, les épisodes 31 et 32 ont exceptionnellement été publiés par les Éditions USA.
Bien plus tard, dans sa politique de réédition de matériel ancien, Panini Comics France publie divers épisodes dont une nouvelle traduction de La Mort du Chasseur, du crossover avec Ghost Rider, et de la Saga du Clone, mais aussi plusieurs inédits :
- le tout premier épisode, resté inédit jusqu'alors, est publié dans le Spider-Man Classic no 3 consacré à la genèse de Venom.
- les épisodes 47 et 48, liés à l'événement Inferno, sont publiés dans le Spider-Man Classic no 10 situé dans ce contexte.
- les épisodes 59 à 61, liés au méga-crossover Actes de vengeance, sont inclus dans l'album regroupant l'ensemble de cette saga.

Concernant la deuxième série, Panini publie dans sa revue Spider-Man (à partir du no 128 du volume 2) la plupart des histoires Gauntlet Origins ainsi que la saga en 3 parties The Extremist, l'histoire du #01 consacrée à Kaine, et quelques back-ups dont celles de Ben Reilly. En revanche, aucun des épisodes de Spider-Girl ne sont traduits.